# Euphrasia stipitata
Euphrasia stipitata är en snyltrotsväxtart som beskrevs av Smejkal. Euphrasia stipitata ingår i släktet ögontröster, och familjen snyltrotsväxter. Inga underarter finns listade i Catalogue of Life.